# Giorgio de Stefani
Giorgio de Stefani (Verona, 24 de fevereiro de 1904 - Roma, 22 de outubro de 1992) foi um tenista profissional italiano.

## Grand Slam finais

### Simples: 1 (0-1)
| Resultado | Ano  | Campeonato    | Piso   | Oponente     | Placar             |
| Vice      | 1932 | Roland Garros | Saibro | Henri Cochet | 0–6, 4–6, 6–4, 3–6 |